# 和牛

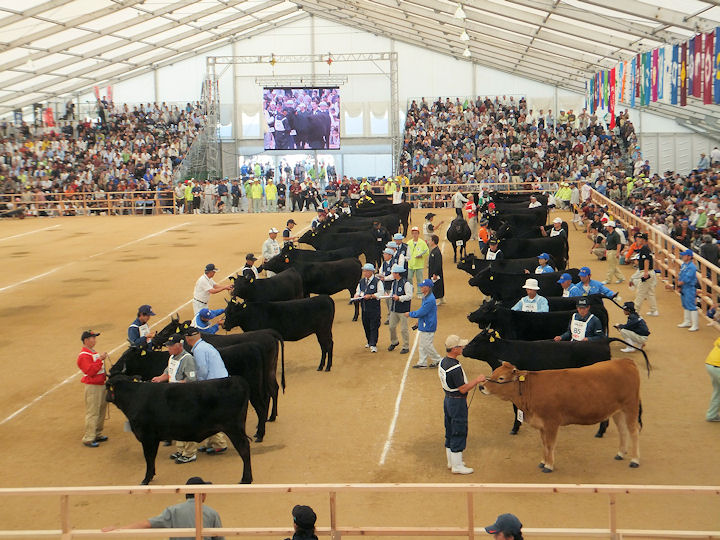
和牛（第10回全国和牛能力共進会）

和牛（わぎゅう）は、もともとは黒毛の在来和牛を指し、広義には黒毛・褐毛の和種やこれらを元に、日本国外の品種の牛と交配して作られた改良和種をも指す。また、それらから精肉されたものも和牛と呼ばれる。
農林水産省の基準では日本国内で、食肉として「和牛」表示が可能なものは、改良和種、具体的には黒毛和種・褐毛和種・日本短角種・無角和種の4品種とそれらの交雑種で、かつ日本国内で生育した条件を満たすもののみを指す。したがって、海外産の和牛は改良和種であっても和牛と表示できない。
1976年に米国コロラド州で研究目的に連れていかれた和牛たちの精子と胚が他の国々に流出し、オーストラリアやアメリカで他品種と掛け合わせた混合牛が和牛として日本産よりも多く出回っているため、 日本政府は区別するために公式認定を行っている。

## 起源

### 後期旧石器時代
岩手県一関市花泉町の花泉遺跡では、昭和2年（1927年）、約2万年前の旧石器時代の古代の野牛（バイソン）でありステップバイソン（Bison priscus）の系統に近いとされるハナイズミモリウシ (Bison hanaizumiensis）の化石が発見されている。また、花泉町からは、オーロックス（Bos primigenius）の化石骨も発見されている。氷河期には北海道や本州はユーラシア大陸と陸続きだったため、北海道を経由して大陸からやってきたのである。
また同遺跡からは、少量ながら野牛の肋骨の先端部に研磨をほどこした骨製尖頭器が発見されており、この時代に人間が存在し、ハナイズミモリウシやオーロックスが狩猟の対象になっていたと考えられている。

### 弥生時代
長崎県五島市の大浜遺跡では、弥生時代中期の牛の歯が出土している。また、それらの中には加工した牛の臼歯もあった。しかし、この出土は、陳寿『三国志』魏志倭人伝における、日本（倭国）には牛馬なしという記述と矛盾していることから話題になった。のちに表採資料の牛の臼歯について炭素14年代の測定が行われ、西暦40年前後（±90年）の年代が得られた。

### 古墳時代

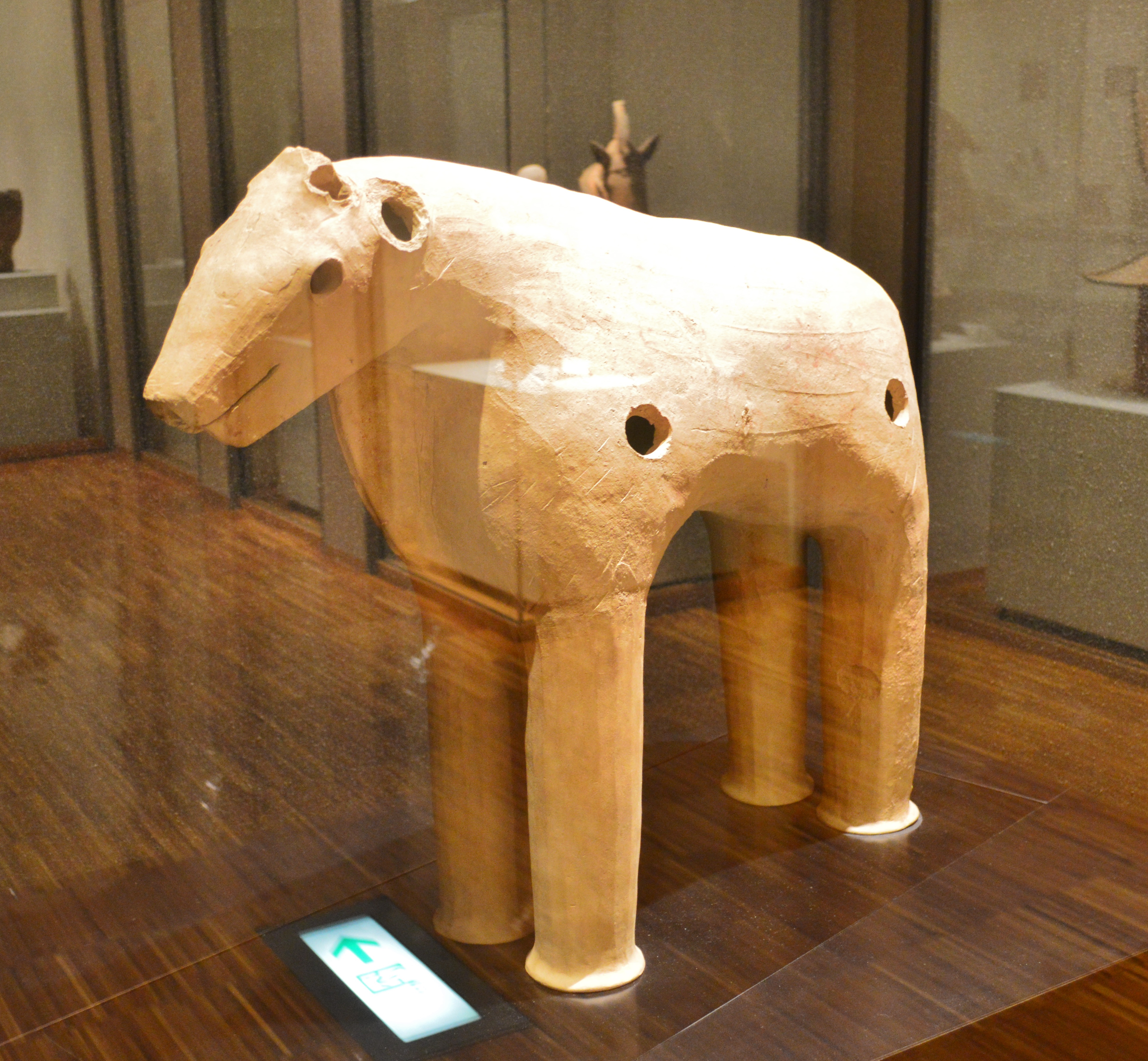
羽子田1号墳出土 牛形埴輪

しかし、考古学では、依然として弥生時代に牛が日本列島にいたことについて懐疑的な見解があり、古墳時代の5世紀半ばに渡来人が朝鮮半島から連れてきたという見解も根強い。奈良県御所市の南郷大東遺跡では、5世紀とみられる牛の骨が出土している。兵庫県朝来市の船宮古墳（5世紀後半）では、日本最古とされる牛形埴輪のかけらが出土している。また、奈良県磯城郡田原本町にある6世紀前半の羽子田1号墳からは牛形埴輪が出土し、1958年（昭和33年）に国の重要文化財に指定されている。

### 遺伝子から見た起源
一方、近年の遺伝子研究によると、和牛と韓国牛（韓牛ほか）とでは遺伝子情報が大きく異なっていることが明らかになっている。家畜牛は、北方系牛（Bos taurus）とインド系牛（Bos indicus）の2大系統に分かれ、和牛も韓国牛も北方系牛に属し、インド系のゼブ牛の血統は入っていない。
しかし、ミトコンドリアDNA配列のハプログループでは、和牛（黒毛和種）でハプログループT4（東アジア型）が約65％と優勢であるのに対して、韓国牛ではハプログループT3（ヨーロッパ型）が66～83％と優勢である。
T4は、近東牛、ヨーロッパ牛、アフリカ牛では観察されない東アジア特有のハプログループで、T3はヨーロッパ牛で主流のハプログループである。このT3が韓国牛では優勢を占めているのである。これは現在の韓国牛は和牛の主たる祖先でないことを意味する。
これについて、（1）紀元前後に和牛の祖先が朝鮮半島から移入されたあと、朝鮮半島では民族移動や支配者の変遷によって、ヨーロッパ型の牛が中国東方地方から移入され遺伝子情報が大きく変わった、（2）朝鮮半島のヨーロッパ型の牛の比率は2千年前から変わらず、むしろ和牛の祖先が朝鮮半島からだけでなく中国本土からも移入されたため、遺伝子情報が異なるようになった、（3）和牛の祖先は稲作同様、中国山東半島から朝鮮半島を経由して移入されたが、朝鮮半島では通過しただけで在来牛とは交わらなかった、といった仮説が提起されている。
また、中国在来牛（チベット青海黄牛）のハプログループでは、北方系牛（Bos taurus）型が多数を占めるがインド系牛(Bos indicus）型やヤク型も含まれ、Bos taurus型のうち、やはりT3は62％と優勢であると報告されている。このように東アジアの現生牛でT4が優勢を占めているのは日本だけである。
さらに日本短角種の約46％で、希少なハプログループPも検出されている。Pは絶滅したヨーロッパのオーロックスで多く検出されているが、現生の家畜牛では、データベースに存在する数千個体のうち、中国牛1と韓国牛2の合計3個体でしか見つかっていない。
日本短角種は南部藩領（南部藩と八戸藩）で飼育されていた南部牛にアメリカから輸入したショートホーン等を交雑させて作られた品種だが、ショートホーンからはPは検出されておらず、南部牛に由来すると考えられている。
内村兵蔵『旧南部産馬由緒考目録』（1899年）に、「或曰」として、享徳3年（1454年）、田名部領主・蠣崎蔵人信純が謀反を企て、家臣・峯ノ坊を蒙古、韃靼、魯西亜（ロシア）へ派遣して、翌4年（1455年）正月、各国の大都督と共に帰国し、軍馬数百頭（数千頭とも）、牛畜百頭を輸入し、盟約を結んだとある。南部牛の祖先はこのとき輸入された牛とする見解がある。
しかし、これの出典になったと思われる『東北太平記』には、輸入の記述は見当たらない。代わりに、北州、魯西亜（ヲロシヤ）、韃靼、蒙古留（モンコウル）、サンタンに援軍を要請し、兵数万や大砲（ホテレス）数百とともに、北州から突車の火牛1500頭、ヲロシヤから火牛1500頭、サンタンモウル（山丹とモンゴルの合同軍？）から牛1500頭の派遣が約束されたとある。
北州や山丹は実在の国ではなく、ロシアもまだモスクワ大公国の時代で東北アジアには進出していない。また、当時、地方領主に牛数百頭を輸入するだけの船や財力があったとは考えられず、外国からの大規模な軍勢の到来も確認されていない。それゆえ、『東北太平記』は、蠣崎蔵人の乱を鎮圧した南部氏の功績を宣伝するための創作とする見解がある。
岩手県では、ハナイズミモリウシやオーロックスの化石が見つかっているが、南部牛がこれらと関係しているのか不明である。また、ハプログループPは中国や韓国でも見つかっているが、T4に比べると極端に少ない。それゆえ、南部牛の祖先が朝鮮半島や中国本土から移入されたとしても、T4を多く含む西日本の黒毛和種の祖先とはそれぞれ別の時期に移入された可能性があり、和牛の祖先は単一ではないことが示唆されている。
満州国時代には、「朝鮮、内地牛相当ある」とあるように、朝鮮や日本から牛が移入され開拓団で飼育されていた。朝鮮や台湾にも和牛が輸出された例があり、現在の台湾の源興牛は黒毛和種の系統である。それゆえ、中国、台湾、韓国の遺伝子調査では、こうした戦前の和牛輸出も考慮する必要がある。

## 歴史
和牛は、主として明治以降に使われだした近代の呼称である。たとえば、『畜産諮詢会紀事』（1884年）に、「和牛は洋牛よりも労苦に堪える」とあるように、西洋種の牛との対比で使われはじめた。明治以前には「国牛」という言葉もあったが、通常は単に「牛」と呼ばれていた。以下では、在来和牛の歴史も含めて叙述することにする。

### 飛鳥・奈良時代
仏教の影響から天武4年（675年）、天武天皇より肉食禁止令が発布され、公には牛を食べることができなくなった。しかし、平城宮跡から出土した人糞の調査から、奈良時代後期の日本人は牛を食べていたことが判明している。また、『養老律令』厩牧令には、官の馬牛が死んだ際には、解体して皮、脳、角、胆嚢を取り、牛黄（胆石）があれば進上するよう規定している。また、皮宍（かわしし、皮と肉）の売却に関する規定もあり、奈良時代に馬牛の皮、肉の売買する流通ルートが全国にあった。

### 平安・鎌倉・室町時代

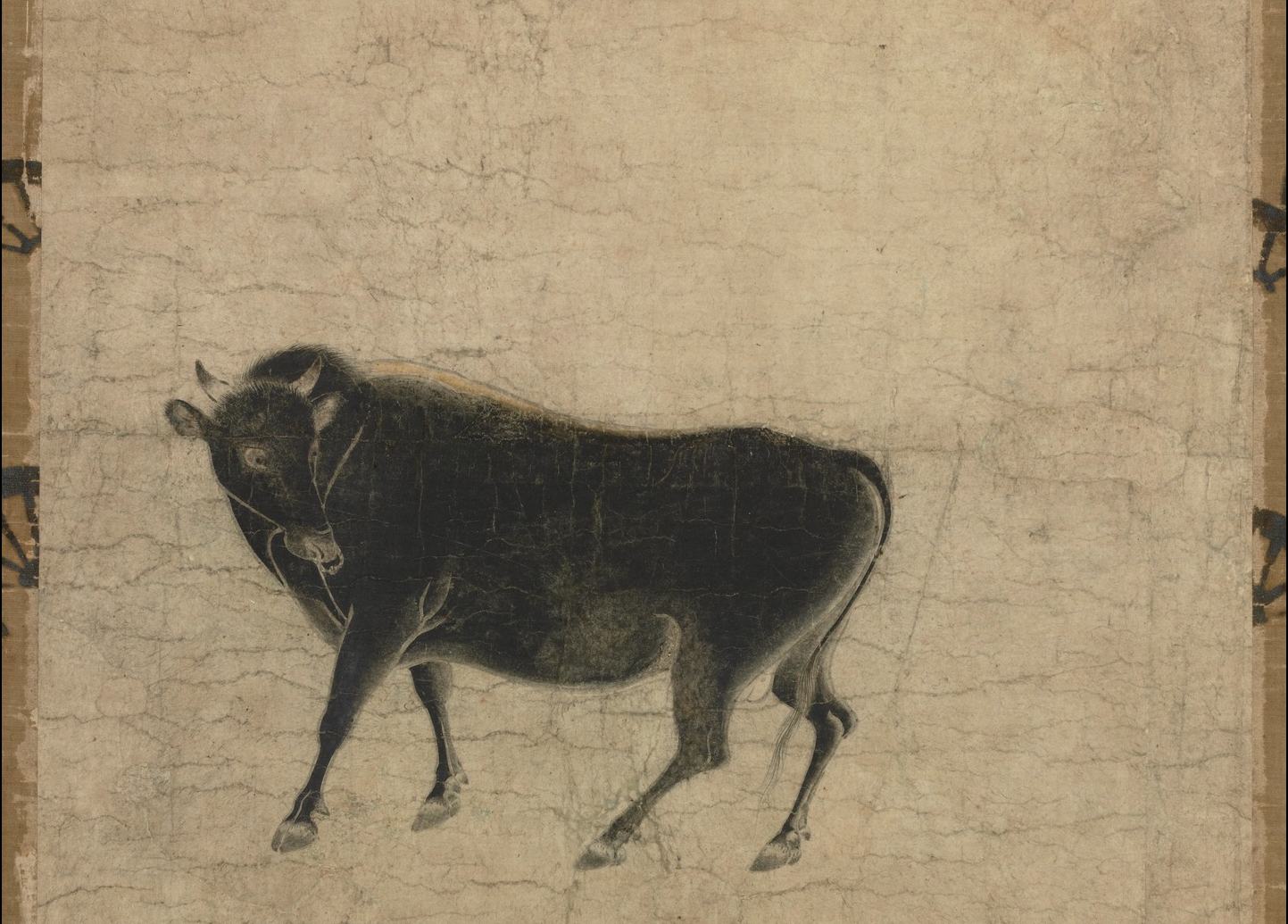
『駿牛図断簡』

『続日本紀』に、「出雲牛、農耕に適す」、「五島牛、農役に適す」、「但馬牛、耕耘、輓用、食用に適す」との記述があるという説が広まっているが、『続日本紀』にはそのような記述はなく、これは戦後広まった誤説である。
平安時代、牛の用途は、まず輓用（ばんよう）、すなわち牛車を引くことであった。この用途に優れた牛は駿牛（すんぎゅう）と呼ばれ、名牛として知られる牛もあった。弘安2年（1279年）頃に成立したと見られる『駿牛絵詞』は、世界最古の牛の専門書とも言われている。同書では駿牛として52頭の牛の名が記されている。産地別に列挙すると、筑紫14、越前10、丹波4、大和4、御厨3、但馬2、河内2、出雲・相良・周防・京各1、不明9である。
当時、駿牛としては筑紫壱岐島産の牛の評価が高かったが、元寇の際に蒙古軍が牛を殺して食用にしたため、一時壊滅的な被害を被った。

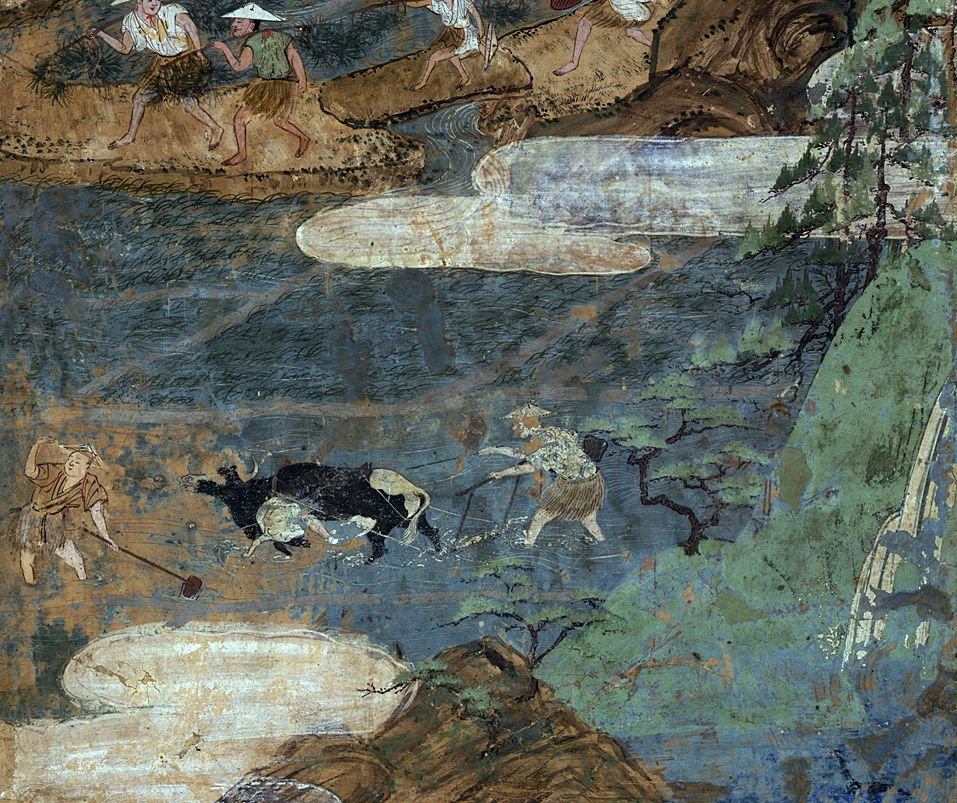
室町時代の牛耕の様子。『月次風俗図屏風』より

『駿牛図』（13世紀）には、当時の名牛10頭が描かれていたが、現在は断簡に分かれ、そのうち8頭の絵が伝わる。また『国牛十図』には、品種とまではいかないが、10頭の牛が産地別に描かれている。
鎌倉時代から室町時代にかけて、西日本を中心に牛馬耕がさかんになり、農業の発展に大きく寄与した。応永30年（1423年）の公文（荘官）の非法を述べた農民の訴状に、「百姓我牛にて我地をすき候時」とあり、農民が牛を所有して牛耕を行っていた様子がうかがえる（『高野山文書』）。

### 江戸時代
江戸時代、主として中国地方では、牛を積極的に近親交配させて作り出した優良な系統は「蔓」と呼ばれた。有名な蔓に「竹の谷蔓」、卜蔵蔓、岩倉蔓、周助蔓等がある。これらに属する蔓の牛（蔓牛）は高い値で取り引きされた。肉食が忌まれ、牛乳利用が広まらなかった日本では、牛は基本的にみな役牛であったので、この時代の優れた牛とは、健康で人の言うことをよく聞いて働く牛である。
兵庫県の最古の蔓である周助蔓の流れを汲む「あつた蔓」からは名牛田尻号が生まれている。全国和牛登録協会の調査によると、登録されている全国の黒毛和牛の母牛71万8969頭のデータベースから血統をたどったところ、71万8330頭、99.9%が田尻号の血を引いていることが判明した。
一方で、田尻号に代表される但馬牛の系統のみが広まり、和牛から遺伝的多様性が失われつつある現状に対して危惧する意見もあり、竹の谷蔓の復興を目指す動きも近年注目されている。
神戸港が開港する前の慶応元年（1865年）、英仏蘭米の軍艦9隻が兵庫港（兵庫津）の開港を要求して侵入する兵庫開港要求事件が起こった。その際、船員たちが牛を求めて現地の牛商人と交渉して入手して、当初は船内で屠殺していたが、需要が増えるにつれ、陸上で屠殺する必要が生じた。慶応2年（1866年）、和田岬の松林ではじめて外国人たちが牛を屠殺した。このようにして開港前から外国船が神戸で牛を一度に3、40頭買い、それを横浜へもっていくと、「神戸牛」（実際は但馬牛）は美味だと評判になった。

### 明治時代
慶応3年12月（1868年1月）、兵庫港の東に新たに神戸港が開港すると、神戸外国人居留地が設けられた。明治元年（1868年）、イギリス人のエドワード・チャールズ・キルビーがはじめて海岸通に屠殺場を設けた。明治2年（1869年）、神戸元町に「月下亭」というすき焼き店が開店した。
明治8年（1875年）9月22日付の「郵便報知新聞」は、「肉食のさかんなる処は神戸が第一」と報じ、一ヶ月に800頭の牛を屠っていると報じている。そして、次に横浜600頭、東京500頭、大阪・名古屋が300頭くらいであったという。
和牛（神戸牛）が西洋種の牛より味が優れている評判は当時からあり、明治19年（1886年）には「和牛は舶来牛より味美である」といった記述がみられる。また、「神戸の牛肉の如く美味を有するもの嘗（かつ）てあらず」（明治30年）といった記述も見られる。
しかし、一方で、和牛は西洋種に比べて、使役には優れているが乳量や肉量では劣っており、その改良は急務であるとも考えられていた。こうした考えのもとに、明治政府は欧米から優れた性質の牛を輸入し、それを在来の牛と交配させて増やすことで、日本の牛を改良しようとした。その多くは乳肉兼用の品種で、明治になって生まれた新しい需要に対応させるものであった。
明治33年（1900年)、政府において種牛改良調査委員会が設けられ、和牛と西洋種との交雑が計画的に開始された。まずエアシャー種、シンメンタール種が輸入され、ついでブラウンスイス種が輸入されたが、当時その体格の大きさを恐れて種付を希望する者が少なく、政府は奨励したが雑種は非常に不評であった。雑種の大きすぎる体格は日本の狭い耕地には不便で、動作は緩慢で、気性は荒く従順さを欠いていた。さらに肉質も悪く、すき焼きに適しないと各方面から非難された。
そうした最中、明治42年（1909年）に但馬地方の養父市場村（現・養父市）で開催された第一回兵庫県畜産共進会で、ブラウンスイス雑種ではなく在来の但馬牛が一等を受賞するという「ブラウン事件」が起こった。これがきっかけで雑種牛の価格が暴落し多数の家畜商や農家が破産したため、雑種熱は一気に冷め、一般農家の多数は在来和牛やその雑種との交雑を望むようになり、西洋種との交雑を希望する者はほとんどいなくなった。
交雑が奨励されたこの時代、在来和牛のことを「純粋和牛」や「純和牛」と呼ぶ言い方も現れた。明治末期になると、和牛の定義として、「純和牛」と「改良和牛」の2種があると主張されるようになった。
当時はメンデルの法則が再発見されて間もない頃であり、政府にも農家にも遺伝学の知識が欠如していた。雑種牛の不評を受けて、明治44年（1911年）、政府はブラウンスイスおよびシンメンタール種の購入を見合わせる決定を下した。明治45年（1912年）、政府は外国種との交雑には十分に成果があったとして交雑奨励の政策を打ち切る決定を下し、雑種万能時代は終焉を迎えた。以後、和牛の改良は純粋和牛と改良和牛を中心に行うことになった。

### 大正時代

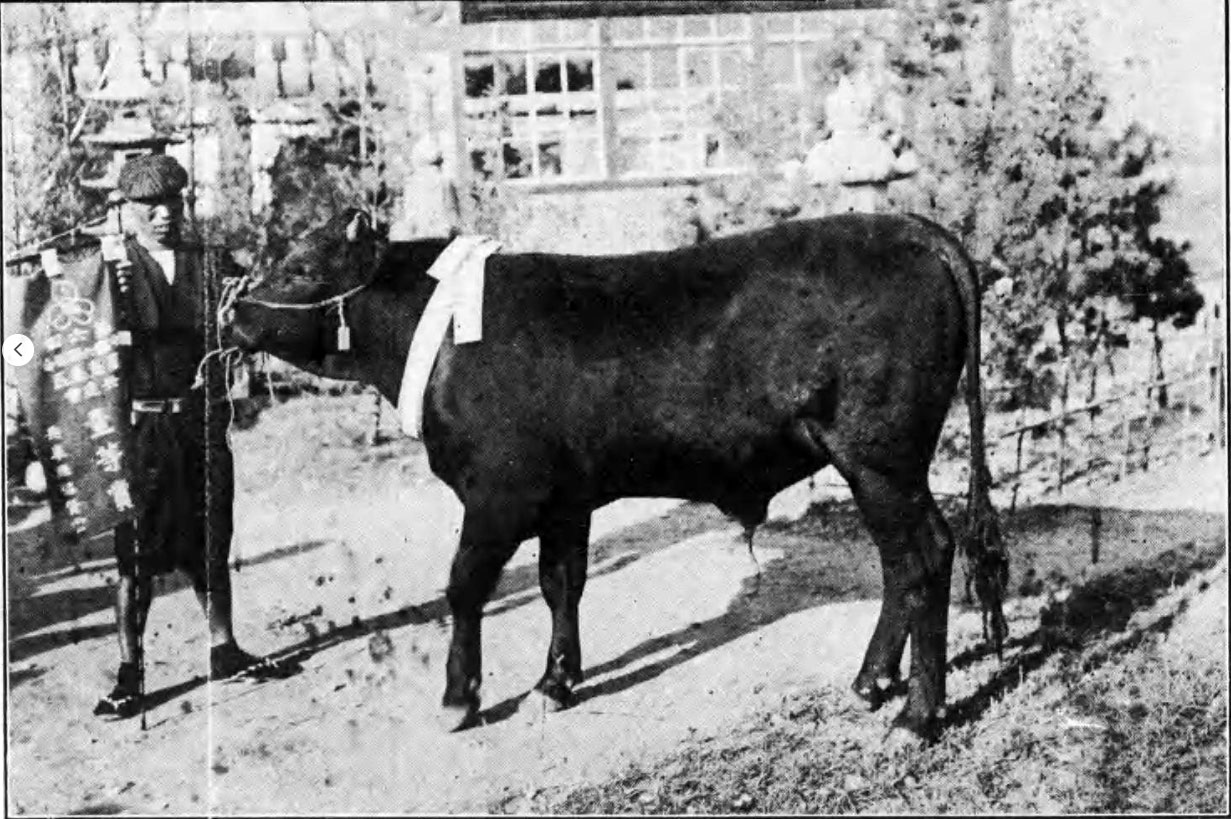
初めて改良和種として一等賞を受賞した「福富号」（大正元年）

大正元年（1912年）10月、兵庫県姫路市で第6回中国六県連合畜産共進会が開催されたとき、交雑牛の牡牛2頭が「改良和種」として一等賞を受賞して、これ以降改良和種という名称が使われるようになった。明治時代の無秩序な洋種との交雑の反省から、在来和牛の長所を残しながら系統だって品種改良を行っていくということが官民ともに意識されるようになった。
農商務省農務局が大正3年（1914年）に実施した調査によると、但馬牛、岩泉牛、見島牛、阿蘇牛等、61種類を和牛として報告している。しかし、これらは品種というよりも、地域別の分類による名称であった。
当時の和牛（神戸牛、但馬牛）の代表的な産地である兵庫県の場合、大正3年時点での種雄牛の品種別所有数は以下の通りである。
|                  | 国有 | 県有 | 公有 | 私有 | 計  |
| ---------------- | ---- | ---- | ---- | ---- | --- |
| エアシャー種     |      | 30   | 5    | 17   | 52  |
| 同雑種           |      |      |      | 11   | 11  |
| ブラウンスイス種 |      | 5    |      |      | 5   |
| 同雑種           |      | 4    |      |      | 4   |
| ホルスタイン種   |      |      |      | 18   | 18  |
| 同雑種           |      |      |      | 23   | 23  |
| ジャージー雑種   |      |      |      | 1    | 1   |
| 改良和種         | 1    | 13   | 57   | 2    | 73  |
| 和種             |      |      | 71   | 16   | 87  |
| 合計             | 1    | 52   | 133  | 88   | 274 |

明治の雑種万能時代を経ても、大正時代にはまだ相当数の和種（純粋和牛）が残っていた。改良の方針として、できるだけ雑種の負の特徴を排除するよう努めた。具体的には簾（虎斑）、糊口（口唇の灰白色のもの）、鰻線（背線上の異毛色）、白斑等の排除である。一方で純粋和牛、改良和牛とも、体型の向上に努めた。大正中期頃からは、改良和種は、改良和牛だけでなく純粋和牛も含めた和牛全体を指すようになった。
大正8年（1919年）頃より、西日本を中心に和牛の審査登録が始まり、血統、体型が管理されるようになった。品種も、但馬種、備作種、広島種、防長種、島根種、因伯種、豊後種、熊本種、鹿児島種の9種が登録された。審査や登録は各県ごとに行われ、審査基準もまちまちであった。しかし、大正末期頃には、改良の成果が目に見える形で現れ、雑種の負の特徴はほとんど姿を消し、体高、体深が増し、後軀の改善もはっきり認められるようになった。

### 昭和時代
和牛の改良にあたっては、雑種牛の負の特徴の排除は目指されたが、純粋和牛、改良和牛の区別なく審査が行われたため、純粋和牛だけを残そうという発想は希薄であった。これは純粋和牛の小柄な体型のままでは肉用の面で到底商業的な成功が見込めなかったからである。しかし、一方で見島牛は、昭和3年（1928年）に国の天然記念物に指定されるなど、純粋和牛の保存にも一定の配慮がなされた。また、戦後新に鹿児島県十島村の口之島牛が純粋和牛として発見された。
昭和12年（1937年）、農林省令によって旧の中央畜産会が全国を区域として牛の登録の中央団体になると、翌13年（1938年）より、上記に代わって新たに黒毛和種、無角和種、褐毛和種という品種による分類がなされるようになった。

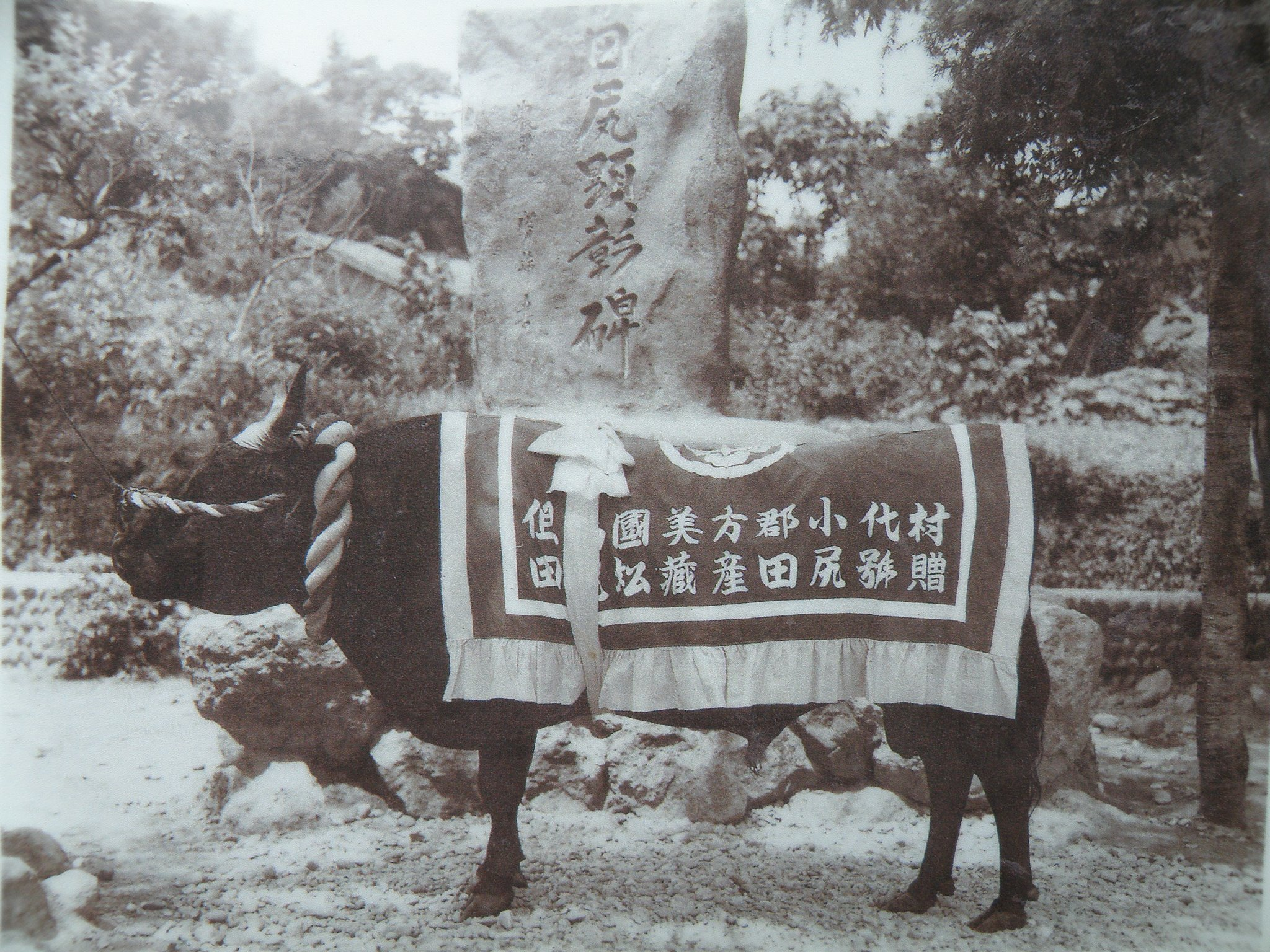
田尻号

昭和17年（1942年）、京都大学の羽部義孝は新たな蔓造りを目指して蔓牛研究会を組織した。新たに造られた「あつた蔓」からは純粋和牛である田尻号が出て、その遺伝子は現在の黒毛和種の母牛の99.9%に及んでいる。
昭和19年（1944年）、改良の成果が上がって集団としてまとまった性質が見えるようになったとして、従来の改良和種という呼称を廃止して、黒毛和種、褐毛和種、無角和種と呼称することが正式に決まった。ここに3品種が固定品種として認定されるに至り、それらを総称して「和牛」と呼んだ。1957年に日本短角種が追加され、4品種からなる和牛が成立した。
第ニ次世界大戦後、戦前の農業会は解散を命じられ、昭和23年（1948年）、新たに全国和牛登録協会が設立され、和牛の登録事業を行うことになった。昭和32年（1957年）、日本短角種の登録が追加された。
昭和25年（1950年）、全国和牛登録協会は「蔓牛規程」制定して、蔓牛の造成を本格化させた。この事業は昭和37年（1962年）に打ち切られるまで続いた。

### 高級肉牛としての和牛

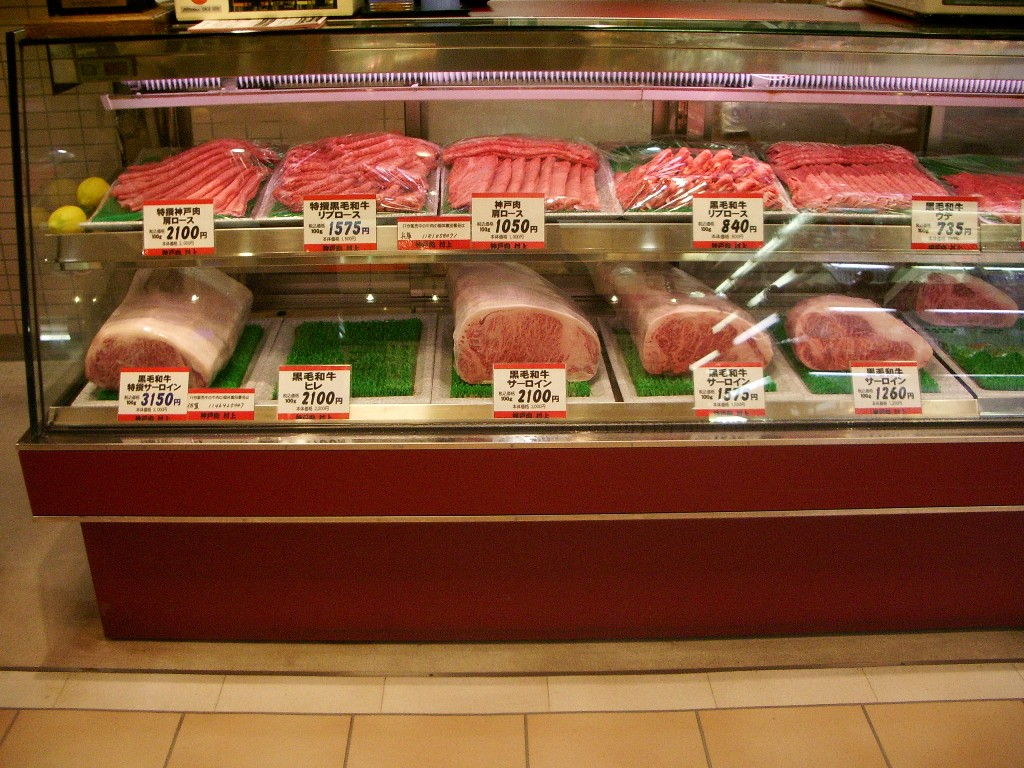
和牛の肉を販売する精肉店

役牛の仕事は主に耕作と運搬であったが、20世紀後半にトラクターとトラックに完全にとって代わられた。高まる牛乳消費に応じるためには、乳量が多い外国産のホルスタイン種が飼われており、和牛の出番はなかった。そのため、1960年代に和牛の飼育目的は役肉兼用から肉専用に切り替わっていった。
日本在来種とその性質を引き継ぐ和牛は、肥育すると筋肉に脂肪が混ざりやすい。そのような特徴は、牛自身にとっても過去の日本人にとっても有利なものではなかったが、肉食が広まると、他品種の牛肉では得られない柔らかさとうまみにつながることが認められた。役畜としての役割がなくなると、脂肪交雑が多い肉を生産するための和牛飼養と品種改良が進められた。特に、1991年に牛肉の輸入が自由化されると、中途半端な安さでは外国産牛肉に対抗できなくなり、脂肪交雑しやすい黒毛和種を高品質・高価格で生産する傾向が強まった。
高級牛肉としての和牛の輸出は、1990年代にはじまったが、2000年に発生した牛海綿状脳症 (BSE) のため各国から輸入が禁止され、一時途絶した。2012年にアメリカ、2013年にEUで輸入禁止が解かれてから、輸出数量・金額ともに拡大している。2017年には台湾で輸入禁止が解かれ、和牛輸入ブームが起きた。中国は2017年現在も輸入を禁止しているが、カンボジアから迂回輸入している可能性が指摘される。
2003年12月にはアメリカでもBSEが発生したことにより米国産牛肉の輸入禁止措置が取られたことで、一部では米国産牛肉よりも高価なことを承知で和牛に切り替える動きも見られた。例えば吉野家は過去の経緯などから米国産牛肉の使用に固執してきたが、BSE問題後も創業店として特別な位置付けがされてきた築地店や、出店契約や他店との兼ね合い等から代替メニューを提供できない公営競技場内の店舗では、並盛500円、大盛650円への値上げを行った上で和牛に切り替えて販売を継続していた。
2023年、マイアミ・インターナショナル・オートドロームで行われたアメリカグランプリの会場では、「和牛ステーキサンドイッチ」なるものが42ドルで販売。実際には和牛ステーキには見えないハムが使用されており、価格と実態がそぐわないものとして批判を受けた。2020年代のアメリカにおいて、高級牛肉としての知名度と消費者が価値を理解できることを示す事例となった。
2020年代中頃になると、日本人が赤身を好むようになったことや高級なため庶民が敬遠したことで需要が減少し、価格が下落している。

## 和牛の定義

### 食肉としての定義
公正競争規約の制度にもとづき、食肉業界が作って公正取引委員会が認定した「食肉の表示に関する公正競争規約」第10条の施行規則では、以下の食肉に和牛の表記を認めている。規則は、交雑種にはそのむねを記すよう求めている。
- (1) 黒毛和種
- (2) 褐毛和種（あかげわしゅ）
- (3) 日本短角種
- (4) 無角和種
- (5) (1)〜(4)の品種間の交配による交雑種
- (6) (5)と(1)〜(5)の交配による交雑種

牛の種類を問わず日本で飼養された牛の肉は、「和牛」を名乗らない「国産牛肉」として流通する。その大半は和牛と乳牛の交雑種か、 廃用になった乳牛である。価格が高い順から並べると、和牛、和牛交雑の国産牛、その他国産牛、外国産牛肉となる。
以上は日本の規則・事情で、外国での生産・流通に適用されるものではない。和牛が外国に渡ってその血統を残した「外国産和牛」も存在する。オーストラリア、ニュージーランド、アメリカ、カナダなどでは、日本の和牛に由来する和牛が飼養され、「WAGYU」の名で高級牛肉として販売されている。ただその場合、和牛と他の肉牛の交雑種も「WAGYU」の中に入っている。

### 和牛の登録
日本では1948年に全国和牛登録協会が設立され、黒毛和種、褐毛和種、無角和種の牛はすべてここに登録することになった。褐毛和種のうち熊本系のものは、1952年から褐毛和牛登録協会に登録することになり、これが改称して現在の日本あか牛登録協会となった。日本短角種については1957年設立の日本短角種登録協会が登録している。
牛の登録制度は、2003年から牛の個体識別のための情報の管理及び伝達に関する特別措置法にもとづく牛トレーサビリティー制度によって強化されている。日本で飼養されている牛は、牛肉になって消費者の手に届くまで、個体識別番号を付けられる。農林水産省の「食肉の表示に関する検討会」は、2007年3月に「和牛等特色のある食肉の表示に関するガイドライン」を作った。ガイドラインによれば、上記の品種要件を各種登録書で証明できることに加えて、牛トレーサビリティ制度で証明できる牛の肉だけが、和牛の表示で販売できる。これにより、日本国内で「外国産和牛」が和牛として流通することは事実上不可能になっている。

## 品種と銘柄牛

### 品種

#### 和牛
現在の和牛のほとんどは外国種との交雑を経て品種として固定化された改良和牛である。その中でも、黒毛和種が約97%を占めている。黒毛和種が主流になったのは、霜降り肉になりやすいからである。外国他品種にない性質なので、黒毛和種は高価格・高品質で外国産牛肉と差別化できている。他の3品種の和牛がいちがいに劣るとは言えないが、霜降りでないと外国産の牛肉との厳しい価格競争にさらされるため、飼養頭数を減らしてきた。
- 黒毛和種 - 主に中国・近畿地方の黒牛と呼ばれた黒毛の在来和牛を改良したもの。168万3千頭[69]。
- 褐毛和種 - 熊本県では朝鮮牛に起源をもつとされる在来の赤牛、高知県では明治以降に輸入された朝鮮牛をもとにシンメンタール種等を交雑して改良したもの。2万2000頭[69]。
- 日本短角種 - 東北地方の南部牛と呼ばれた在来和牛にショートホーン種を交雑して改良したもの。8千頭[69]。
- 無角和種 - 黒毛の在来和牛にアバディーンアンガス種を交雑して改良したもの。約200頭。

#### 在来和牛
外国種との交雑を経ていない日本古来からの牛のことである。和種、純粋和種、純粋和牛、日本在来牛等とも呼ばれる。在来和牛には以下の2種がある。
- 見島牛
- 口之島牛

### 銘柄牛

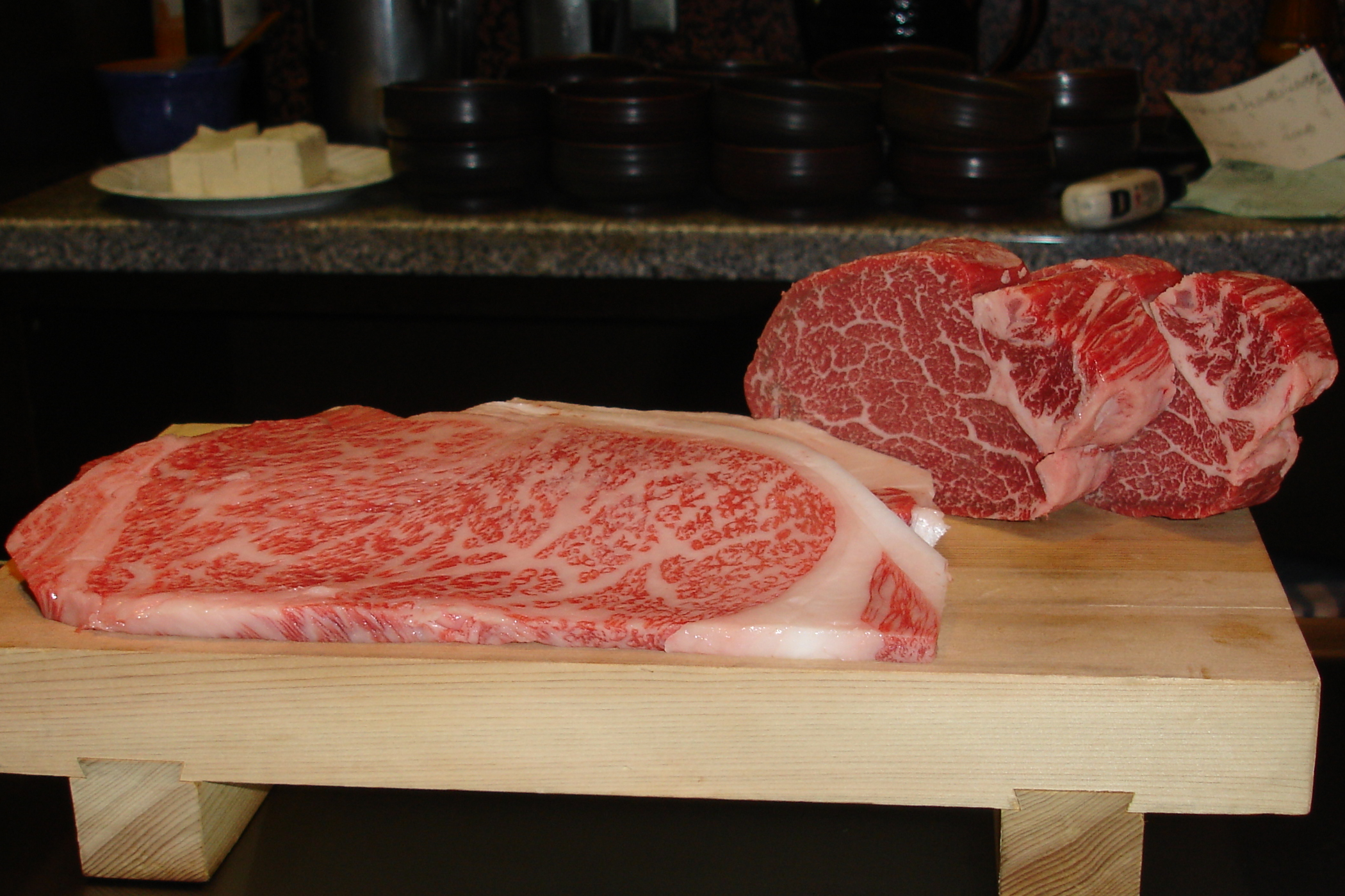
神戸牛

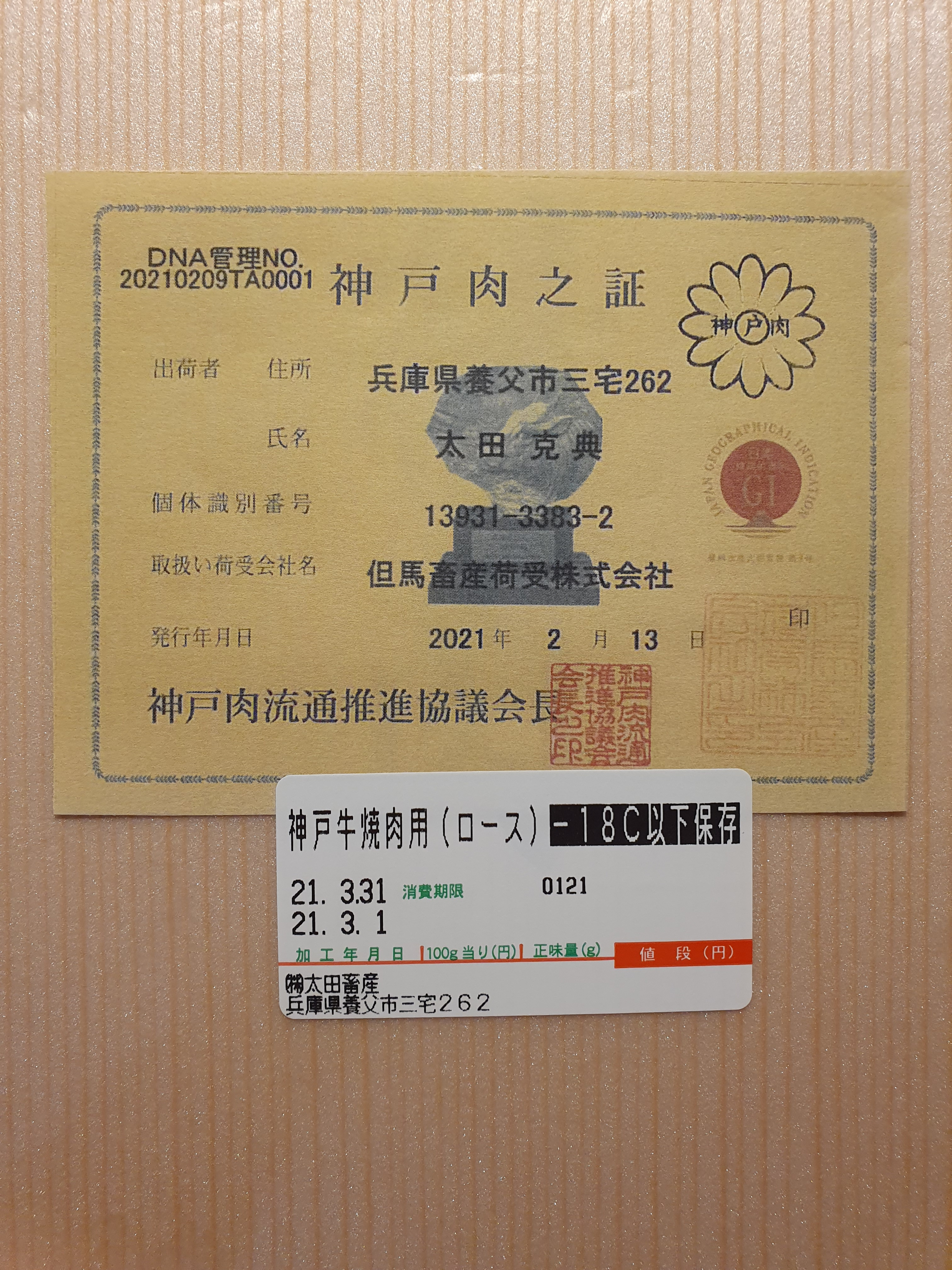
神戸牛認証証明書

産地ごとに肉質の良さをうたったものを銘柄牛もしくはブランド牛という。肉用牛としての和牛の評価は基本的に幕末・明治以降であり、それ以前は使役牛としての評価であった。
肉用牛としてまず評判になったのは神戸牛（神戸ビーフ）であり、外国人居留者を通じて海外にも知られていた。また近江牛（江州牛）も美味として明治時代から評判であった。大正時代になると松阪牛も知られるようになる。これらの牛の素牛は但馬牛であり、但馬地方より購入した仔牛を肥育して出荷していた。また、東京方面では、米沢牛も明治時代より知られていた。神戸牛、松阪牛、近江牛、もしくは米沢牛を三大和牛とも呼ぶ。
1980年代以降、各地方の和牛のブランド化が推進されていったが、当時の商標法では地域団体商標が認められておらず法的保護の面で問題があった。また牛の個体識別のための情報の管理及び伝達に関する特別措置法（牛肉トレーサビリティ法、2003年）の成立以前は和牛の産地、肥育地、流通の証明の点でも問題を抱えていた。
2006年に商標法が改正されて地域団体商標が認められ、「地域ブランド」として和牛の登録が可能になった。2014年には「特定農林水産物等の名称の保護に関する法律（地理的表示法）」が成立し、2015年から地理的表示（GI）の保護の運用が開始された。現在、GI登録されている銘柄牛は以下の通りである。
- 但馬牛
- 神戸ビーフ
- 特産松阪牛
- 米沢牛
- 前沢牛
- 宮崎牛
- 近江牛
- 鹿児島黒牛
- くまもとあか牛
- 比婆牛
- 飛騨牛[77]

その他の銘柄牛については「日本のブランド牛一覧」を参照。

### 種雄牛
黒毛和種では、種雄牛（しゅゆうぎゅう）と呼ばれる優秀な遺伝子をもつ雄牛並びにその血統が重視される。とくに優秀な種雄牛はスーパー種雄牛と呼ばれ、その凍結精液は高値で売買される。
以下の3頭の種雄牛の血統が有名であり、一部の雑誌では3大血統というが、農水省の調査記録とは異なる。
- 田尻号 - 但馬牛。1939年に生まれ1954年まで活躍した種牛。約1500頭もの子孫を残した[78]。
- 気高号 - 鳥取で生まれ、1966年に全国和牛能力共進会の第一回大会で一等賞を獲得した。増体系で体格が良く肉質も良い[78]。
- 第6藤良号（藤良系）[78]

そのほか、菊美系、茂金系が黒毛和種の血統である。

## 和牛肉の特徴
和牛肉の特徴としてまず挙げられるのは、赤身の中に脂肪が細かく入り筋肉内脂肪の比率が高いことである。いわゆる霜降り肉や鹿の子肉と呼ばれる肉質である。しかし、これは和牛4品種のうち、黒毛和種にみられる特徴で他の3品種では霜降りの度合いは高くない。霜降りの度合いは性別、去勢の有無、肥育方法によっても異なるが、黒毛和種の場合、遺伝子が大きく関わっていると考えられている。
この霜降り肉の特徴は在来和牛の見島牛にも見られる特徴である。しかし、同じ在来和牛である口之島牛にはこの特徴は見られない。また、霜降り肉になりやすいのは黒毛和種のうちでも特に但馬牛の系統で、たとえば岡山県の竹の谷蔓の系統ではむしろ赤身肉が特徴である  。
また黒毛和種の脂肪質は、一価不飽和脂肪酸（オレイン酸など）の含有率が高いことで知られる。一般に牛脂の融点は40～50度であるが、一価不飽和脂肪酸は融点が低いため、和牛肉の脂肪の融点はバターの融点（30度前後）以下である。そのため和牛肉を口の中に入れた途端体温で脂肪が溶け出し、それが霜降り同様、和牛肉独特の柔らかい、とろけるような食感を生み出す大きな要因の一つになっていると考えられている。
和牛、とりわけ黒毛和種には「和牛香」と呼ばれる独特の甘い香りがあることが知られているが、これはラクトン類等の複合化合物によるものと考えられている。ラクトン類は桃やココナッツにも含まれている香り成分で、和牛には輸入肉よりも多く含まれ、加熱することで香りが増す。

## 日本の和牛

### 和牛農家
現代の和牛農家は主に繁殖農家と肥育農家に分けられる。
繁殖農家は子取り経営とも言われ、母牛とその母牛から生まれた子牛を飼育しており、子牛を売って経営している。母牛（12か月齢以上の繁殖能力を持った雌牛）に種付けまたは受精卵移植（代理母出産）をして子牛を産ませ、数か月育成した後、セリにかける。セリには約3か月齢で出荷するスモール市場と約9か月齢で出荷する素牛市場がある。
肥育農家は肉用に子牛を育て、肥育し、食肉センター等に出荷して経営している。家畜市場で開かれるセリで、肥育用の約3か月齢のスモール牛または約9か月齢の素牛を購入し、濃厚飼料を中心に給与することで体重を増やし、サシ（脂肪交雑）を入れ、およそ30か月齢まで肥育した後出荷する。セリには、食肉センターでと畜して枝肉と呼ばれる状態でサシの入り具合・肉の重量等の情報を実際見ながらセリにかける枝肉市場と生きたまま立ち姿のままサシ・重量等を購買者が予測してセリを行う生体市場とがある。

### 等級
日本の牛肉では日本食肉格付協会の定める歩留等級と肉質等級があり歩留等級はABCで格付けされAが最も歩留が良い。肉質等級は第六、第七肋骨間に切り込みを入れ、定められたB.M.S.（ビーフマーブリングスタンダード）、B.Ｃ.S.（ビーフカラーリングスタンダード）B.F.S.（ビーフファットスタンダード）等から決定される。これは数字の5段階で評価されるがB.M.S.は12段階、B.C.S.とB.F.S.は7段階でそれぞれ評価される。
和牛農家、特に肥育農家はサシ（脂肪交雑）、すなわちＢＭＳが肉質等級に最も影響しており、これが多くきめ細かいほど等級も高くなり１キロ当たりの単価が高く売買されることになる為、サシが重要視されている。

### 去勢
雄牛を去勢しないで肥育した場合、キメが粗くて硬く、消費者に好まれない牛肉になる。また去勢しない雄牛を群飼すると、牛同士の闘争が激しくなり、ケガが発生しやすく肉質の低下にもつながる為、一般的に去勢される。
去勢の方法は、観血去勢法、無血去勢法があり、特別な場合を除いて、麻酔は行われない。また、ロープ等で倒して去勢する場合と立位で去勢をする場合がある。
観血去勢法では陰嚢を切開し、精索を捻転して切ることで確実に去勢を終えることが出来、術後のストレスが最も少ないとされている。しかし、消毒の不足や敷料が傷口に入った場合等に感染症を引き起こす場合がある。
無血去勢法では皮膚の上から去勢鉗子（バルザック、バリメックス）を用いて精索を挫滅させるカストレーター法（バルザック法）とイラストレーターといわれる装着器具を用いてゴムリングをかけて壊死させるゴムリング法がありどちらも観血去勢法に比べ失敗の可能性がある。しかし観血去勢法に比べ器具の準備や衛生管理の徹底等を考慮すると管理上では最も容易な方法である。
ゴムリング法では長期にわたってストレスがかかり採食量が落ちることから現在では観血去勢法とカストレーター法が一般的である。

## 国外に流出した和牛
日本政府は1940年代に和牛品種を規定した後、正統性を守るというために和牛自体はもちろん、和牛の精子、胚輸出も厳しく禁止して流出阻止政策してきた。しかし、1976年にアメリカ合衆国のコロラド州に研究目的で連れてかれた和牛たちが悪用されて、1990年代まで相当量の和牛の精子と胚が他の国々に流出した。そのため、オーストラリアは和牛と掛け合わせた品種にて日本を越える輸出国になっている。日本の農畜産業振興機構によると2015年基準で、他の種との「混血和牛」も含めた数値でオーストラリア約25万匹、アメリカ約5万匹が飼育されている。日本の正統性ある和牛は国内消費が大多数で残る輸出が主に香港や台湾、カンボジアなどのアジアに集中しているのとは違って、オーストラリアとアメリカ産の和牛は、欧州と南米まで、世界中に輸出されている。日本の和牛が日本国内で消費されるのに対し、オーストラリアの混合牛は約85 - 90%が海外に輸出されているため、オーストラリアの一年当たりの混合和牛の輸出量は日本の10倍近くになっている。

### オーストラリア
オーストラリアで最も大きな和牛農場である「ブラックモア」の代表デビッド・ブラックモアは、1988年にテキサス州の農場で和牛を初めて食べて、その味に驚愕した。1993年に和牛胚を米国から取り寄せ、他の種と交配させて事業を開始した。2018年時点で、8000エーカー（約3200万平方メートル）規模の5つの農場で3800匹の和牛を育てている。
オーストラリア和牛協会は第二位の和牛畜産団体である。純血種、交配種ともに育成され国内外に供給している。輸出先には台湾、中国、シンガポール、インドネシア、イギリス、フランス、ドイツ、デンマーク、アメリカが含まれる。オーストラリア西部のマーガレット・リバー (Margaret River) 地域では赤ワインが飼料として与えられている。

### アメリカ
アメリカでは和牛はアバディーン・アンガスと交配される。この交配種はアメリカン・スタイル・コーベ・ビーフ (American Style Kobe Beef) と呼ばれる。和牛は2012年のナショナル・ウェスタン・ショウ (National Western Stock Show) に初めて競争相手としてアメリカの市場に登場した。中には日本の和牛の血を受け継ぐ純血種を育てているブリーダーもおり、それらはアメリカン・ワギュウ・アソシエーションが管理している。

### カナダ
1991年にカナディアン・ワギュウ・アソシエーション (Canadian Wagyu Association) が設立され和牛の生産が始まった。カナダでの和牛生産はアルバータ州、オンタリオ州、プリンスエドワードアイランド州に限られる。カナダの和牛製品はアメリカ、オーストラリア、ニュージーランド、ハワイ、ヨーロッパに輸出される。

### スコットランド
2011年にハイランド・ワギュウ社 (Highland Wagyu) が設立された。このハイランド・ワギュウはスコットランド、ダンブレーン (Dunblane) にあるブラックフォード牧場 (Blackford Farms) に本拠地を置く。同社は250頭に加えて2013年7月には300頭の和牛を追加し、イギリスにおける最大の純血和牛生産者となっており、スコットランドをヨーロッパにおける和牛生産の中心地にするという目標を掲げている。

### 台湾
2017年に台湾の元・総統李登輝が陽明山擎天崗で戦前移入された日本国内和牛 (山口県産、見島牛とも言われる) の子孫を購入し血統鑑定した後、台湾和牛の産業化を目指して育成事業を始めた。初めて繁殖を成功した仔牛を「源興牛」と名付けた。李登輝と助手の王燕軍と日本学者中村佐都志、長嶺慶隆が共著した台湾和牛の遺伝的関係を調べた論文『SNPマーカーを用いた台湾牛種と黒毛和種および欧米牛の遺伝的関係』が日本畜産学会報第89巻第1号に掲載された。

### 中華人民共和国
2018年7月に和牛の受精卵と精液を中華人民共和国に不正に持ち出そうとしたとして、大阪府内の焼肉店経営者らが家畜伝染病予防法違反容疑で2019年3月に大阪府警察に逮捕された。徳島県の畜産農家がこの経営者らに受精卵を提供していた模様である。